# Issue (잡지)
《issue》(이슈)는 대원씨아이에서 발행하는 순정 만화 잡지이다. 1995년 12월 15일에 창간 되었다.
1996년 1월 1일부터 1일과 15일에 발행되었으며 1998년 9월부터 월간지로 바뀌었으나  다음 해  6월 1일자부터 1일과 15일에 발행되는 형식으로 돌아왔고  2003년에는 4월에 1일+10일+15일 발행, 5월에 15일, 6월~11월까지 1일+15일,  12월에는 1일(그 해 24호)+10일(2004년 1호)+25일(2004년 2호) 발행, 2004년 1월 10일부터 10일+25일 발행되었으며  2006년 1월부터 월간지로 변경 하여 현재 매월 25일에 발간되고 있다.
연재작의 단행본은 이슈 코믹스라는 레이블로, 관련 라이트 노벨 레이블은 이슈 노벨즈로 발행된다. 순정 만화 잡지 《터치》에서 연재되던 작품이 《issue》로 옮겨 연재된 경우 터치 코믹스라는 레이블로 단행본이 발행되었다.

## 현재 연재작
| 연재명                       | 작가        | 연재시작일         | 단행본       |
| ---------------------------- | ----------- | ------------------ | ------------ |
| Nabi                         | 김연주      | 2006년 12호        | 6권 ~        |
| 너의 시선 끝에 내가 있다     | 서문다미    | 2008년 6월호       | 3권 ~        |
| nocturne                     | 박은아      |                    | 2권 ~        |
| 라쿤주의!                    | 김미선      |                    | 1권          |
| 반짝X반짝                    | 김다희      |                    | 2권 ~        |
| 반지의 얼렁뚱땅 비밀일기     | 종이        |                    | 시즌 5-1권 ~ |
| Papillon(빠삐용)             | 우에다 미와 |                    | 6권 ~        |
| Savage Garden                | 이현숙      |                    | 2권 ~        |
| Ciel ~The Last Autumn Story~ | 임주연      | 2004년 11월 25일자 | 12권 ~       |
| 한눈에 반하다!               | 이시영      | 2006년 5월호       | 시즌 2-4권 ~ |
| HOME보이                     | 이상은      | 2009년 7월호       | 미발행       |
| 신부이야기                   | 모리 가오루 | 2010년 2월호       | 3권 ~        |

## 기획
《issue》의 주요 기획으로 순애보 연작기획이 있다. 시즌 별 주제(2. boy's love, 3. antiq+sad, 4. 연상연하)에 따라 서로다른 작가진이 참여하였다. 각 시즌별로 엔솔로지로 구성되어 출판되었다.

## 과거 연재작

### 나
내가 좋아하는 사람

### 다
다정다감

### 라
랑랑 18세, Let 다이. 롤링

### 마
민감해의 어떤 점!

### 바
빨강머리의 페니

### 사
신일류의 사랑, 18세의 순수, 스노우 드롭, 소녀교육헌장, 사랑보다 아름다운 유혹※, 소녀왕※
※ 이전에 같은 출판사에서 발행한 만화잡지 '해피'에서 연재하였다가 이슈로 이동하여 연재.

### 아
아기와 나, 아로마, 안녕, PI, 열왕대전기, ONE THOUSAND MILES, 애인발견, 아따맘마

### 자
저스트 고고

### 카
CRAZY LOVE STORY

### 파
파랑새 훔치기, 프린세스

### 하
학교에 가자!, 홍차왕자

## 같이 보기
- 하이센스
- 르네상스
- 댕기
- 윙크
- PARTY